# Dolnomoravská niva
Dolnomoravská niva je geomorfologický podcelek Borské nížiny. Zabírá pás území v okolí řeky Moravy, od jejího soutoku s Dyjí.

## Vymezení
Podcelek leží na západním okraji Borské nížiny, poblíž dolního toku řeky Morava. Tvoří jej úzký pás území a v rámci krajinného celku sousedí na východě s podcelky Záhorské pláňavy, Podmalokarpatská sníženina a Novoveská plošina. Jižním okrajem se niva dotýká Devínských Karpat, patřících k Malým Karpatům, západní okraj vymezuje vodní tok Moravy a státní hranice s Rakouskem a na severu navazuje Dyjsko-moravská niva, podcelek Dolnomoravského úvalu.

## Chráněná území
Velká část Dolnomoravské nivy patří do CHKO Záhorie, z maloplošných chráněných území zde leží:
- Devínske alúvium Moravy - chráněný areál
- Dolný les - národní přírodní rezervace
- Horný les - národní přírodní rezervace[2]

## Osídlení
Území Dolnomoravské nivy patří k zaplavovaným částem nížiny, proto i osídlení je v této části jen minimální. V blízkosti řeky, většinou však mimo území podcelku, leží jen Devín, Vysoká pri Morave, Záhorská Ves a Suchohrad.

## Doprava
Záplavové území cesty většinou obcházejí, ale nivu protínají komunikace vedoucí do Rakouska. V jižní části je to cyklomost slobody a železniční trať Bratislava-Marchegg u Devínské Nové Vsi, v Záhorské Vsi přívoz a v Moravském Svatém Jánu cesta do Hohenau an der March.